# Храм Всех Святых (Екатеринбург)
Храм во и́мя Всех Свя́тых (Всехсвя́тская це́рковь) — православный храм на Михайловском кладбище Екатеринбурга.

## История
Храм был заложен 8 июня 1886 года и освящён 17 июня 1890 года епископом Екатеринбургским и Ирбитским Поликарпом. Храм возводился на средства местных купцов: Александра Волкова, Фёдора Михайлова и другими. В честь Фёдора Михайлова кладбище и стало называться Михайловским в простонародье.
В 1918 году храм сильно пострадал от пожара. Восстановление заняло два года. За это время здание храма получило интересную настенную роспись. Она была сделана по картонам, написанным под руководством В. М. Васнецова.
В марте 1941 года церковь была закрыта и вновь возвращена верующим лишь в июле 1944 года. В послевоенные годы церковь была хорошо расписана, ей был передан сохранившийся резной иконостас Свято-Троицкой церкви.
25 августа 1961 года по решению Свердловского облисполкома община храма была снята с учёта и объединена с общиной Кафедрального собора. Храм был закрыт, а убранство и росписи были разграблены, а алтарь — осквернён. С 1965 года в здании храма располагалась цветочная лавка треста похоронного обслуживания.
Возрождение храма началось в 1990 году с освящения восстановленного престола во имя Всех Святых архиепископом Свердловским и Курганским Мелхиседеком.
В 1997 году при храме был образован отдел милосердия, деятельность которого начиналась в приспособленном гараже на прихрамовой территории. Вплоть до настоящего времени отдел оказывает помощь всем нуждающимся и обездоленным, малоимущим семьям, детям из социальных приютов и осуждённым.
С историей храма связана судьба священномученика отца Петра Дьяконова, который в 1902 году служил во Всехсвятской церкви в качестве священника .

## Настоящее время
За период, начиная с 1990 года, заметно преобразился не только храм, но и прихрамовый двор. Были построены крестильный храм во имя архангела Михаила, часовня во имя святых мучеников Гурия, Самона и Авива, организованы духовный центр с отделом милосердия, церковно-приходская школа, библиотека.
В храме есть два весьма почитаемых образа: образ Спаса Нерукотворного и образ Божией Матери, именуемый «Утоли моя печали».
16 марта 2011 года детской воскресной школе Всехсвятского прихода исполнилось 20 лет. На сегодняшний день в школе обучается полторы сотни детей, начиная с семилетнего возраста, трудятся 15 педагогов. Занятия проводятся по субботам и воскресеньям.

## Духовенство
- Настоятель — протоиерей Николай Тарантин
- Иерей Павел Ващенко
- Иерей Василий Горшков[5]
- Иерей Вадим Тейхриб
- Диакон Антоний Костылев[6]
- Настоятель — протоиерей Валентин Синайский